# PSR J0108−1431
PSR J0108−1431 est un pulsar situé à une distance d’environ environ 130 pc (∼424 al) dans la constellation de la Baleine. Ce pulsar a été découvert en 1994 lors du Parkes Southern Pulsar Survey. Il est considéré comme un pulsar très ancien avec un âge estimé à 166 millions d’années et une période de rotation de 0,8 seconde. L’énergie de rotation générée par le spin-down de ce pulsar est de 5,8 × 1023 W et le champ magnétique de surface est de 2,5 × 107 T. En 2008, c’est le deuxième pulsar le plus faible connu.
Une émission de rayons X avec un flux d’énergie de (9 ± 2) × 10−18 W m-2 a été détectée dans la bande 0,3 à 8 keV à l’aide du télescope spatial Chandra. Cette énergie de rayons X est générée par la conversion de 0,4 % de la puissance de spin-down du pulsar. En 2009, le PSR J0108-1431 est le moins puissant des pulsars ordinaires qui ont été détectés dans le domaine des rayons X.
Le Très Grand Télescope de l’ESO dans le nord du Chili a observé une possible contrepartie optique de cette étoile à neutrons. L’objet a une magnitude apparente supérieur ou égale (donc moins brillante que) 27,8. Aucun compagnon n’a été découvert en orbite autour de cet objet.